# Publio Cornelio Escipión Nasica

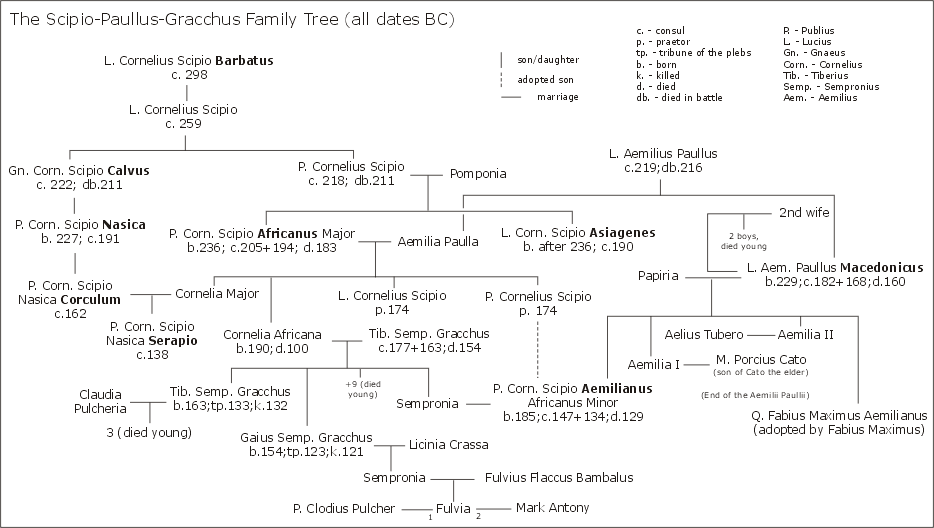
Genealogía de los Escipiones

Publio Cornelio Escipión Nasica (en latín, Publius Cornelius Scipio Nasica; 227-171 a. C.) fue un político y militar romano, primo de Escipión el Africano, que alcanzó el consulado en el año 191 a. C. El sobrenombre «Nasica» hace referencia a una nariz puntiaguda.

## Familia y juventud
Era hijo de Cneo Cornelio Escipión Calvo, que cayó en Hispania en el año 211 a. C., padre de Publio Cornelio Escipión Nasica Córculo y abuelo de Publio Cornelio Escipión Nasica Serapión. Nasica era primo de Escipión el Africano.
A petición del Senado viajó, en el año 204 a. C., junto a las matronas de Roma a Ostia para recibir la estatua de la Magna Mater procedente de Anatolia, porque era considerado por el Senado el mejor ciudadano romano, a pesar de ser un hombre joven que aún no tenía la edad suficiente para obtener la cuestura.

## Carrera política y militar
En 200 a. C. fue uno de los triunviros, con el fin de asentar nuevos colonos en Venusia.
Elegido edil curul en 196 a. C. Como pretor de Hispania Ulterior en 194 a. C., combatió a los turdetanos, y derrotó a los lusitanos en Ilipa. 
Pero, a pesar de estas victorias y al poderoso apoyo de su primo, el gran Africano, fue derrotada su candidatura al consulado para el año 192 a. C., y no lo consiguió hasta el año siguiente, cuando fue elegido cónsul con M'. Acilio Glabrión.

## Consulado y su candidatura a la censura
Como cónsul en 191 a. C. sometió a los boios, a los que conquistó la mitad de su territorio, territorio que Roma aprovecharía para asentar nuevas colonias, obteniendo un triunfo a su regreso a Roma. Defendió a su primo, Lucio Cornelio Escipión Asiático, cuando fue acusado de corrupción en el año 187 a. C., después de derrotar a Antíoco.
No consiguió ser elegido para censor en 189 a. C., ni en 184 a. C., lo que indica la disminución de la influencia de los Escipiones en Roma. Plinio comenta de esto, como bis repulsa notatus a populo. En 183 a. C. y 182 a. C. fue nombrado como uno de los triunviros en el establecimiento de una colonia latina en Aquilea. La última vez que se menciona es en el año 171 a. C., cuando fue uno de los defensores designados por los delegados hispanos para enjuiciar a los gobernadores romanos que los habían oprimido. 
Este Nasica fue el padre de Publio Cornelio Escipión Nasica Córculo, que se opuso a Catón el Censor sobre Cartago. Tanto Nasica el viejo como Nasica Córculo fueron reconocidos en Roma como grandes juristas. Pomponio señala que el Estado le dio una casa en la Vía Sacra, con el fin de que pudiera ser más fácilmente consultado.